# Consejos evangélicos

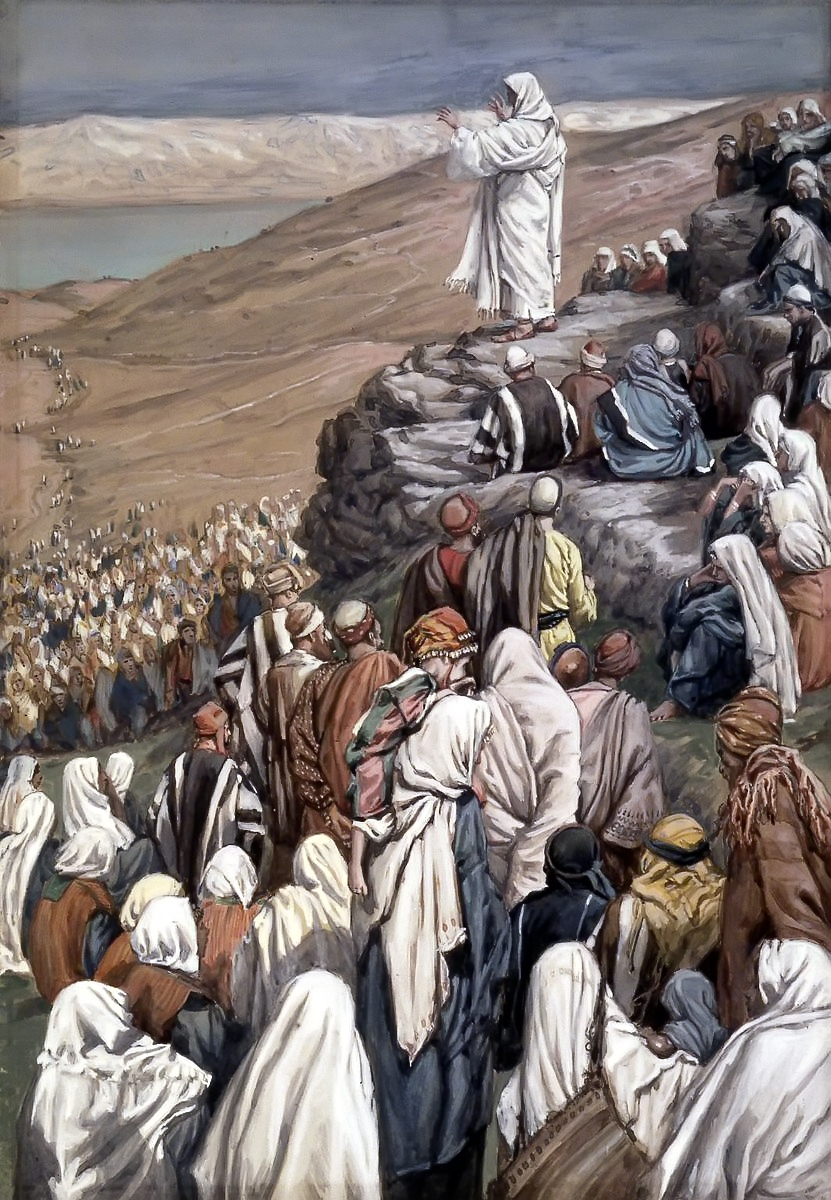
En el sermón de la montaña del Evangelio de Mateo, luego de la proclamación de las bienaventuranzas, Jesús de Nazaret aconseja ser perfecto como el Padre.

Consejos evangélicos es la expresión tradicional con que se hace referencia en el cristianismo a la búsqueda de perfección espiritual y de abandono de todo lo que pueda significar un obstáculo para alcanzarla, a instancias de las palabras pronunciadas por Jesús de Nazaret en el Evangelio de Mateo:

Sean perfectos, como su Padre celestial es perfecto.
Evangelio de Mateo 5: 48

Se emplea en particular para referirse a los tres votos de la vida consagrada con los que se busca imitar la vida de Jesucristo, su origen en la vida religiosa es muy antiguo, la primera vez que se aprueba por un pontífice es en el año 1198, cuando el Papa Inocencio III aprueba la regla de la Orden Trinitaria, fundada en el año 1193, por el Provenzal San Juan de Mata y  allí, figuran por primera vez en la historia de la iglesia, los tres votos o consejos evangélicos juntos, posteriormente la iglesia los extenderá a las demás órdenes religiosas.
- Pobreza (Marcos 10:21; Mateo 19:21), que pide a los miembros consagrados que tengan una relación positiva con las cosas materiales sin apegarse a ellas e implica la práctica de la justicia social, particularmente entre los marginados. La pobreza también implica discernir lo que no es necesario para la vida diaria. Los demás miembros cubren sus gastos de vida y su jubilación.
- Obediencia (Hebreos 10:7; Juan 4:34; Lucas 1:38), que está ligada al discernimiento de la voluntad de Dios en medio de las actividades cotidianas e implica el ser fiel a la espiritualidad, la oración y a la constitución de instituto, así como a las enseñanzas de la Iglesia.
- Castidad (Mateo 19:12; 1Corintios 7:8; 1Corintios 7:38), que exige vivir en el estado célibe, pone a los miembros en la condición de ser amigos de todos y significa dedicarse a Dios para servir a los demás.  No obstante, para los seglares “La promesa de la castidad es un compromiso con el amor cristiano en su dimensión personal y social para crear auténtica comunidad en el mundo.  Por esta promesa el Seglar expresa también el deseo consciente de respetar a cada persona como lo pide la ley de Dios y según el propio estado de vida, como solteros, casados o viudos.  Esta promesa no impide cambiar el estado de vida. (...)  Esa promesa refuerza el compromiso de amar a Dios por encima de todas las cosas y amar a los demás con el amor que Dios les tiene.  Con esta promesa el Seglar busca la libertad para amar a Dios y al prójimo desinteresadamente, testimoniando la intimidad divina prometida en la bienaventuranzas "bienaventurados los limpios de corazón porque verán a Dios". Mt 5,8” – art. 13 de las Constituciones  Orden Seglar de Carmelitas Descalzos –  OCDS